# هيرونيموس باومغارتنر
هيرونيموس باومغارتنر هو سياسي ألماني، ولد في 9 مارس 1498 في نورنبرغ في ألمانيا، وتوفي بنفس المكان في 8 ديسمبر 1565. انتخب عضو المجلس المحلي ‏.